# David Ramsay

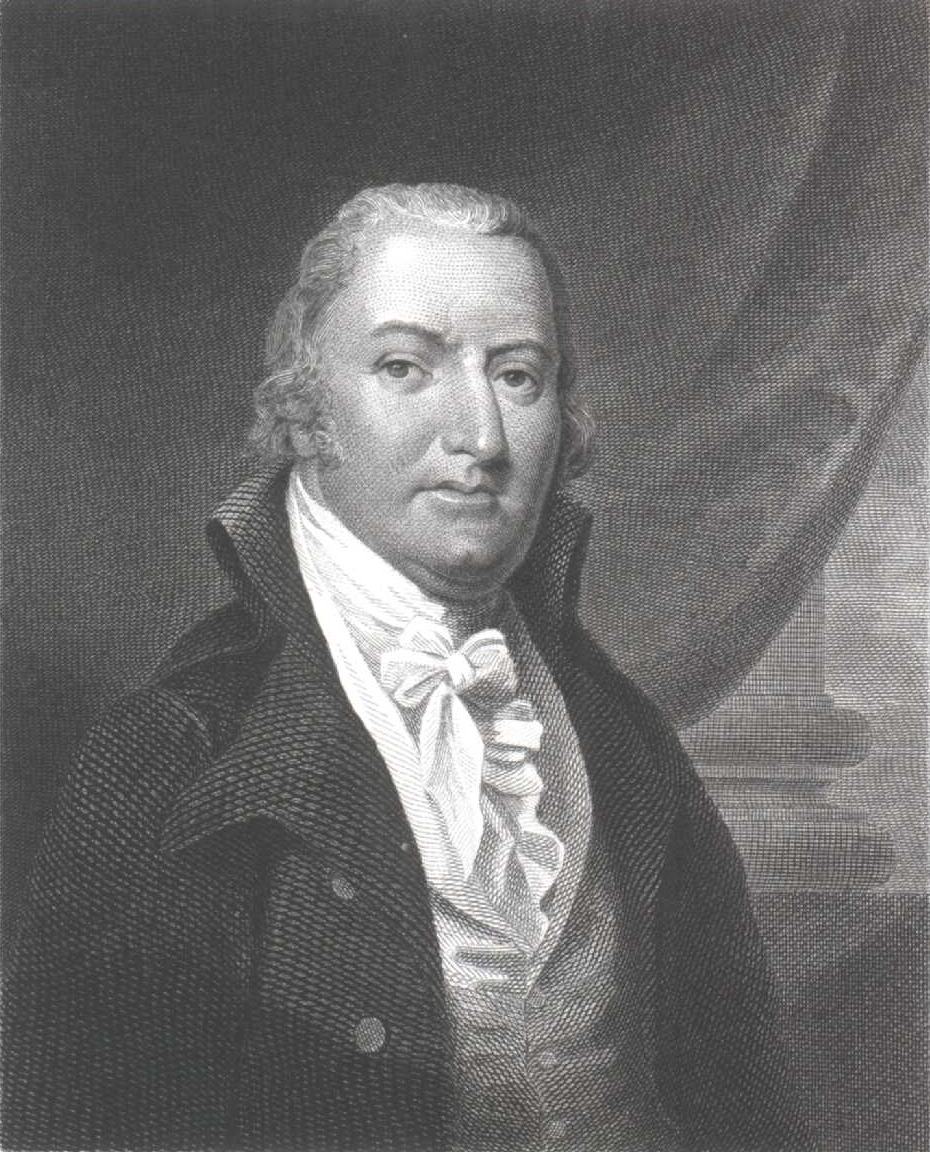
David Ramsay.

David Ramsay (Condado de Lancaster, Pennsylvania, 2 de abril de 1749 – Charleston, 8 de mayo de 1815), médico, historiador y congresista estadounidense por Carolina del Sur, uno de los mayores historiadores de la Revolución estadounidense.

## Biografía
Hijo de un emigrante irlandés, se graduó en la Universidad de Princeton en 1765 y recibió la licenciatura en Medicina en la Universidad de Pensilvania, donde enseñó algún tiempo; marchó después a trabajar como médico a Charleston, donde ganó fama como tal y además con sus escritos en favor de los colonos; allí vivió la mayor parte de su vida; sirvió como delegado de Carolina del Sur en el Congreso Continental 1782–1783 y otra vez en 1785–1786. Durante la Guerra de Independencia, desde 1776 a 1783, fue miembro de la legislatura de Carolina del Sur y formó parte de su milicia como cirujano; estuvo en el sitio de Savannah y fue hecho prisionero en 1780 al caer la ciudad de Charleston; pasó los once meses siguientes preso en San Agustín, Florida, hasta que fue canjeado por otro. De 1782 a 1786 sirvió en el Congreso continental y desde 1801 a 1815 en el senado estatal, del que fue un tiempo presidente.
En 1785 publicó dos volúmenes de History of the Revolution of South Carolina, en 1789 otros dos de History of the American Revolution; en 1807 una Life of Washington, y en 1809 dos volúmenes de History of South Carolina. También compuso otras obras menores, incluyendo una memoria (1812) de su tercera esposa Martha Laurens Ramsay, mujer de amplia cultura hija de Henry Laurens. Murió en Charleston el ocho de mayo de 1815, asesinado por un lunático. Póstuma se publicó una History of the United States (1816-17) en tres volúmenes, donde se aprecia su evolución hacia el conservadurismo. En 1819, también, su Universal History Americanized. Su hermano fue el congresista Nathaniel Ramsey.

## Obras
- Oration on American Independence (1778).
- History of the Revolution of South Carolina from a British Province to an Independent State (Trenton, 1785)
- History of the American Revolution (Philadelphia, 1789, 2 vols). Hay edición moderna con notas de Lester H. Cohen (2 vols.) Liberty Classics, 1990 (reimpresión moderna de la edición original de 1789). Existe versión en línea.
- On the Means of Preserving Health in Charleston and its Vicinity (Charleston, 1790)
- Review of the improvements, Progress, and State of Medicine in the Eighteenth Century (1802)
- Life of George Washington (New York, 1807)
- History of South Carolina from its Settlement in 1670 to the Year 1808 (Charleston, 1809)
- Memoirs of Mrs. Martha Laurens Ramsay, with Extracts from her Diary (1811)
- Eulogium on Dr. Benjamin Rush (Philadelphia, 1813)
- History of the United States, 1607-1808, continued to the treaty of Ghent by Samuel S. Smith and others (Philadelphia, 1816-'17)
- Universal History Americanized, or an Historical View of the World from the Earliest Records to the Nineteenth Century, with a Particular Reference to the State of Society, Literature, Religion, and Form of Government of the United States of America (12 vols., 1819).